# Kandake

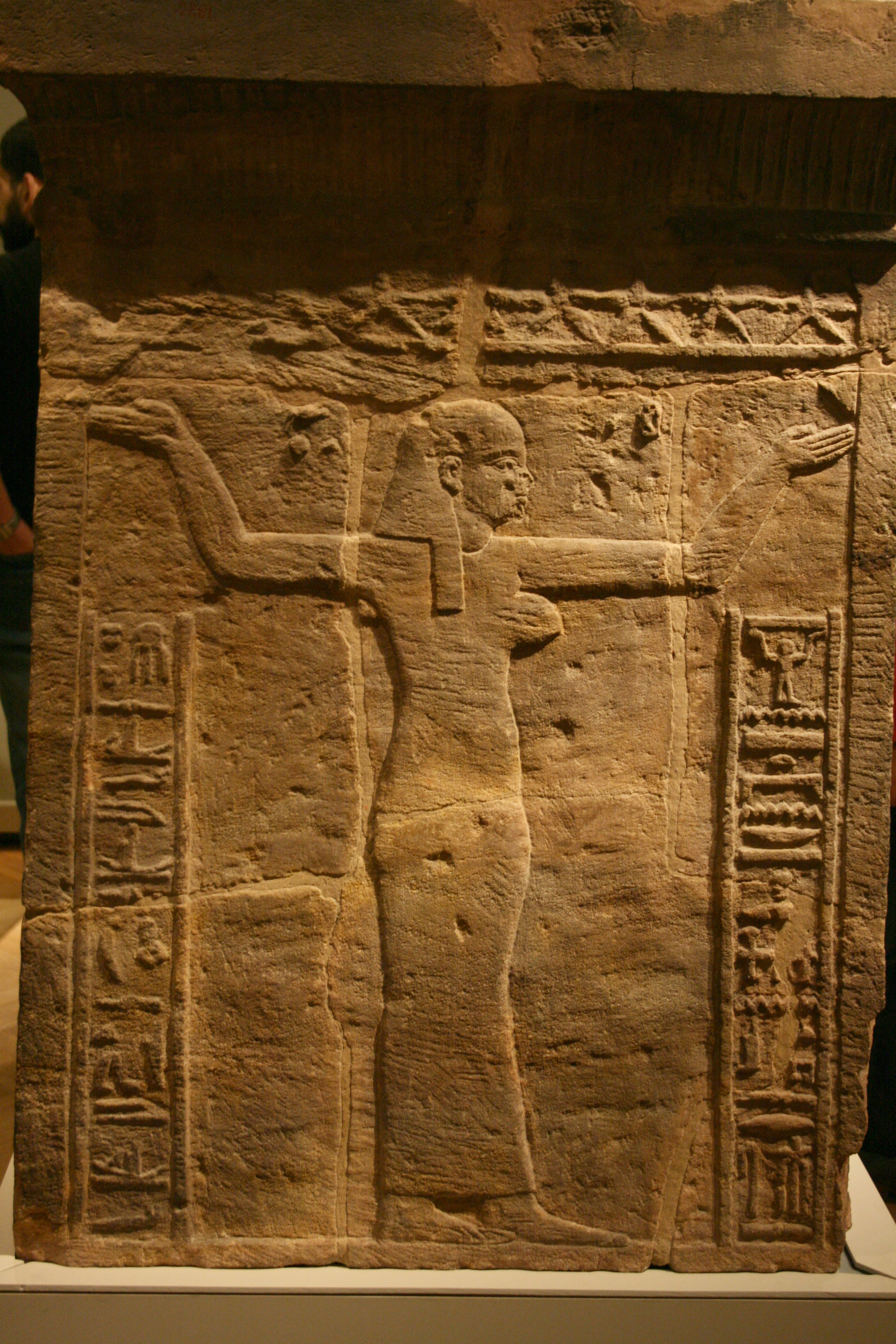
Reliëf met kandake Amanitore

Kandake, kadake of kentake, vaak gelatiniseerd tot candace (Grieks: Κανδάκη), was de Meroïtische term voor "koningin" of mogelijk "koninklijke vrouw". Griekse en Romeinse bronnen uit die periode gebruiken het als een koninklijke titel. Verschillende regerende koninginnen uit het oude koninkrijk Koesj, met de hoofdstad Meroë, droegen deze titel, hoewel het een algemene titel kan zijn geweest voor vrouwen van de koninklijke familie. De titel wordt vaak geïnterpreteerd als "koningin-moeder" of "moeder van de regerende koning", maar hoewel dit de gebruikelijke status was van regerende kandakes, had de term zelf niet deze specifieke betekenis.
De naam kandake komt voor in het Nieuwe Testament, in Handelingen 8:27.

## Lijst van kandakes
- Sjanakdacheto, ~170 v.Chr.
- Amanirenas, 40-10 v.Chr.
- Amanisjacheto, 10 v.Chr.-1 n.Chr.
- Amanitore, 1-25 n.Chr.
- Amantitere, 25-41 n.Chr.
- Amanichatasjan, 62- 85 n.Chr.
- Maleqorobar, 266-283 n.Chr.
- Lahideamani, 306-314 n.Chr.